# Elsa von Born
Elsa Maria von Born, född 20 juni 1879 i Storsarvlax, död 4 december 1956 i Helsingfors, var en finlandssvensk författare.

## Biografi
Elsa von Born var dotter till Viktor Magnus von Born. På 1920- och 1930-talen företog hon studieresor i Italien, som hon gjorde känt i Finland genom föredrag och tidningsartiklar. Boken Italienska intryck (1936) bygger på minnen från denna tid.
Elsa von Borns egentliga författardebut inträffade 1931 med memoarverket Nio syskon på landet, som skildrar finlandssvenskt herrgårdsliv. Bland hennes övriga arbeten märks Långöfolket (1937), östnyländska skärgårdsberättelser från förbudslagstiden, Skönhet och hjärta (1941), porträtt av kända kvinnor från äldre tider, och böcker om Borgå och Pernå.